# Рашка (град)
Рашка је градско насеље у Србији и седиште истоимене општине у Рашком управном округу. Према попису из 2022. било је 6.291 становника. Налази се између река Рашка и Ибар.

## Географски положај
Град је смештен у југозападној Србији, између Копаоника и Голије, у долини где се Трнавска река улива у Рашку, а у наставку и Рашка у Ибар.

## Демографија
У насељу Рашка живи 5.195 пунолетних становника, а просечна старост становништва износи 38,9 година (38,0 код мушкараца и 39,8 код жена).
Ово насеље је великим делом насељено Србима (према попису из 2011. године), а у последњем попису, примећен је пад у броју становника.
|             | \| Демографија[2][3] \| Демографија[2][3] \| Демографија[2][3] \| \| Година \| Становника \| Становника \| \| ----------------- \| ----------------- \| ----------------- \| \| 1869. \| 228 \| \| \| 1874. \| 389 \| \| \| 1890. \| 552 \| \| \| 1895. \| 1.077 \| \| \| 1900. \| 1.187 \| \| \| 1910. \| 1.285 \| \| \| 1921. \| 1.015 \| \| \| 1931. \| 1.421 \| \| \| 1948. \| 1.513 \| \| \| 1953. \| 1.832 \| \| \| 1961. \| 2.278 \| \| \| 1971. \| 3.935 \| \| \| 1981. \| 5.639 \| \| \| 1991. \| 6.437 \| 6.410 \| \| 2002. \| 6.619 \| 6.740 \| \| 2011. \| 6.590 \| \| |            |
| Демографија | |            |
| Година      | Становника | Становника |
| 1869.       | 228 |            |
| 1874.       | 389 |            |
| 1890.       | 552 |            |
| 1895.       | 1.077 |            |
| 1900.       | 1.187 |            |
| 1910.       | 1.285 |            |
| 1921.       | 1.015 |            |
| 1931.       | 1.421 |            |
| 1948.       | 1.513 |            |
| 1953.       | 1.832 |            |
| 1961.       | 2.278 |            |
| 1971.       | 3.935 |            |
| 1981.       | 5.639 |            |
| 1991.       | 6.437 | 6.410      |
| 2002.       | 6.619 | 6.740      |
| 2011.       | 6.590 |            |

| Етнички састав према попису из 2002.‍ | Етнички састав према попису из 2002.‍ | Етнички састав према попису из 2002.‍ | Етнички састав према попису из 2002.‍ | Етнички састав према попису из 2002.‍ |
| ------------------------------------ | ------------------------------------ | ------------------------------------ | ------------------------------------ | ------------------------------------ |
|                                      |                                      |                                      |                                      |                                      |
| Срби                                 | Срби                                 |                                      | 6.360                                | 96,08%                               |
| Роми                                 | Роми                                 |                                      | 104                                  | 1,57%                                |
| Црногорци                            | Црногорци                            |                                      | 42                                   | 0,63%                                |
| Македонци                            | Македонци                            |                                      | 15                                   | 0,22%                                |
| Горанци                              | Горанци                              |                                      | 14                                   | 0,21%                                |
| Југословени                          | Југословени                          |                                      | 10                                   | 0,15%                                |
| Хрвати                               | Хрвати                               |                                      | 9                                    | 0,13%                                |
| Муслимани                            | Муслимани                            |                                      | 4                                    | 0,06%                                |
| Мађари                               | Мађари                               |                                      | 4                                    | 0,06%                                |
| Словенци                             | Словенци                             |                                      | 3                                    | 0,04%                                |
| Бугари                               | Бугари                               |                                      | 2                                    | 0,03%                                |
| Румуни                               | Румуни                               |                                      | 1                                    | 0,01%                                |
| непознато                            | непознато                            |                                      | 39                                   | 0,58%                                |

| Година пописа     | 1948. | 1953. | 1961. | 1971. | 1981. | 1991. | 2002. |
| ----------------- | ----- | ----- | ----- | ----- | ----- | ----- | ----- |
| Број домаћинстава | 450   | 591   | 710   | 1.242 | 1.756 | 1.953 | 2.085 |

| Број чланова      | 1   | 2   | 3   | 4   | 5   | 6  | 7  | 8 | 9 | 10 и више | Просек |
| ----------------- | --- | --- | --- | --- | --- | -- | -- | - | - | --------- | ------ |
| Број домаћинстава | 250 | 437 | 473 | 671 | 164 | 72 | 11 | 2 | 3 | 2         | 3,17   |

| Пол    | Укупно | Неожењен/Неудата | Ожењен/Удата | Удовац/Удовица | Разведен/Разведена | Непознато |
| ------ | ------ | ---------------- | ------------ | -------------- | ------------------ | --------- |
| Мушки  | 2.651  | 766              | 1.768        | 78             | 27                 | 12        |
| Женски | 2.757  | 595              | 1.797        | 278            | 71                 | 16        |
| УКУПНО | 5.408  | 1.361            | 3.565        | 356            | 98                 | 28        |

| Пол    | Укупно                    | Пољопривреда, лов и шумарство | Рибарство                            | Вађење руде и камена | Прерађивачка индустрија       |
| ------ | ------------------------- | ----------------------------- | ------------------------------------ | -------------------- | ----------------------------- |
| Мушки  | 1.280                     | 26                            | 0                                    | 103                  | 227                           |
| Женски | 996                       | 14                            | 0                                    | 44                   | 197                           |
| УКУПНО | 2.276                     | 40                            | 0                                    | 147                  | 424                           |
| Пол    | Производња и снабдевање   | Грађевинарство                | Трговина                             | Хотели и ресторани   | Саобраћај, складиштење и везе |
| Мушки  | 68                        | 68                            | 150                                  | 40                   | 106                           |
| Женски | 19                        | 21                            | 136                                  | 40                   | 41                            |
| УКУПНО | 87                        | 89                            | 286                                  | 80                   | 147                           |
| Пол    | Финансијско посредовање   | Некретнине                    | Државна управа и одбрана             | Образовање           | Здравствени и социјални рад   |
| Мушки  | 4                         | 61                            | 270                                  | 53                   | 29                            |
| Женски | 17                        | 40                            | 83                                   | 109                  | 192                           |
| УКУПНО | 21                        | 101                           | 353                                  | 162                  | 221                           |
| Пол    | Остале услужне активности | Приватна домаћинства          | Екстериторијалне организације и тела | Непознато            | Непознато                     |
| Мушки  | 36                        | 0                             | 0                                    | 39                   | 39                            |
| Женски | 27                        | 0                             | 0                                    | 16                   | 16                            |
| УКУПНО | 63                        | 0                             | 0                                    | 55                   | 55                            |

## Знаменитости
Над главним градским тргом доминира црква посвећена Светом Гаврилу грађена од 1871. до 1874. године.
Недалеко од главног трга, у Ибарској улици се налази најстарији објекат у граду - кућа Курсулића грађена између 1878. и 1895. године у стилу средњоевропске грађанске архитектуре, по чијем узору су почетком 20. века изграђене готово све куће у граду. Кућа је проглашена спомеником културе и њој је седиште Центра за културу, образовање и информисање „Градац”. У приземљу су изложена дела са међународне ликовне колоније Академије „Јелена Анжујска” која се крајем јула одржава у порти манастира Градац. Галеријска поставка се мења сваке године, после завршетка актуелне колоније, а сва дела остају трајно власништво града. На спрату здања је градска библиотека, а у поткровљу, од 2015. је и спомен соба посвећена данима када је 1915. године Рашка била ратна престоница Краљевине Србије. У спомен соби куће Курсулића, изложено је и фототипско издање Мирослављевог јеванђеља.
Камени мост на реци Ибар чија је градња трајала од 1893. до 1895. године. Изграђен је на месту где се некада налазила скела. Током окупаторског напада 1915. године, приликом евакуације, заштитнице српске војске су, тежећи да успоре надирање непријатеља, дигле у ваздух један део каменог моста, према левој обали реке. Мост је доведен у првобитно стање 1925. године.

## Галерија
- Општина Рашка - град Рашка
- Општина Рашка - град Рашка, Трнавска река
- Црква у Рашки
- Градски парк
- Река Ибар у Рашки
- Курсулина кућа
- Курсулина кућа
- Дом здравља
- Велика раван
- Споменик Данилу II, рад Живорада Циглића